# Холодный Яр (соединение УПА)
«Холо́дный Яр» (укр. Холодний Яр) — соединение УПА, действовавшее на Подолье и в Волыни. Входило в «Южный» краевой Провод ОУН. Считается наибольшим соединением УПА.

## История создания и состав
Соединение было сформировано весной 1944 года на базе соединения Кодак (действовавшего на Подолье с осени 1943 года). Соединение должно было действовать между реками Збруч и Днепр. В составе соединения было несколько куреней общей численностью около 2 000 человек, один из куреней (под командованием «Панька») должен был базироваться в районе Холодного Яра на Черкащине.
Командиром соединения был Николай Свистун («Ясень», «Яровой»), шефом штаба был Е. Басюк («Черноморец», «Компанеец»). В начале 1945 года численность соединения составляла 500 человек (командир — С. Котик («Докс»)). В первой половине 1946 года — 150 человек (функции командира исполнял сотник «Гармаш»).

## Боевые столкновения с советскими войсками
21-27 апреля 1944 года войска НКВД провели крупномасштабную операцию по окружению и прочёсыванию массива кременёвских лесов. В операции были задействованы 4 стрелковые бригады, кавалерийский полк, 15 лёгких танков, лёгкая авиация (всего 15000 человек).
В окружение попало соединение «Холодный Яр» вместе с формированиями южной группы УПА-Север «Богун». По данным из разных источников, количество бойцов составляло: 4 тыс. бойцов и 1 тыс. мирных граждан, 5 тыс. бойцов или 10 тыс. бойцов. Во время операции подразделения повстанцев вынуждены были вести тяжёлые оборонительные бои. Кульминацией стали бои 24 апреля в районе села Гурбы. Утром 25 апреля подразделения УПА, оставив обозы и госпиталь, проведя один большой бой у села Буша, смогли тремя колоннами выйти из окружения. По данным советской стороны потери УПА составили 2018 человек убитыми и 1570 пленными, собственные потери — около 100 человек. По данным УПА потери советских войск составили 800 человек, собственные потери — 80 человек погибшими и 200 пленными.
12-13 мая соединение организует нападение на село Стриганы, где размещался советский партизанский отряд Антона Одухи. Уповцы рассчитывали застать спящих партизан врасплох, уничтожить командование отрядов соединения и расправиться с ранеными партизанами в госпитале. Дозорные своевременно заметили противника и сообщили командованию. Все атаки бандеровцев были отбиты, в результате те вынуждены были отступить. Было убито по одним данным: 70 человек и захвачено 7 ручных пулемётов. По другим: уничтожено 83 бандеровца и 20 захвачено в плен. Взяты трофеи: винтовок — 25, пулеметов — 8, автоматов — 4 и боеприпасы. Со стороны Советов — один ранен. Когда из Славуты прибыло подкрепление в виде двух рот автоматчиков НКВД и гвардейский бронепоезд с дивизионом, бой собственно уже закончился и на следующий день, НКВД прочёсывали леса, уничтожая остатки отряда и сводили на сборный пункт пленных. 28 человек попали в плен. Из них семеро были убиты партизанами как особо опасные преступники, сотрудничавшие с нацистами, остальные были отправлены на сборный пункт в Славуту для допросов.